# ヨナス・ビョルクマン
ヨナス・ラーシュ・ビョルクマン（Jonas Lars Björkman, 1972年3月23日 - ）は、スウェーデン・アルヴェスタ出身の男子プロテニス選手。ダブルスの名手であり、男子ダブルスでキャリア・グランドスラムを達成した選手。自己最高ランキングはシングルス4位、ダブルス1位。ATPツアーでは、シングルス6勝、ダブルス54勝をあげた。右利き、バックハンド・ストロークは両手打ち。

## 来歴
6歳からテニスを始め、1991年にプロ入り。男子テニスツアー下部組織の大会を回っていた頃、1993年4月に名古屋で行われたトーナメントでパトリック・ラフターを破って優勝したこともある。同年の全米オープンで4大大会初出場を果たす。1994年から男子テニス国別対抗戦デビスカップスウェーデン代表選手となり、1994年、1997年、1998年の3度スウェーデン代表のデビスカップ優勝に貢献した。
1994年全米オープン男子シングルスでは準々決勝に進出した。1996年アトランタ五輪にスウェーデン代表選手として初出場したが、シングルス・ダブルスともに1回戦で敗退した。
1997年にヨナス・ビョルクマンはATPツアーでシングルスで初優勝を果たし、この年にシングルスで3勝をあげたほか、全米オープンでは、自身初の4大大会ベスト4に進出し、グレグ・ルーゼドスキーに1-6, 6-3, 6-3, 3-6, 5-7のフルセットで惜敗した。
その後は、主にダブルスで好成績を残す。1998年全豪オープンではヤッコ・エルティンとペアを組み、ウッディーズを破り、4大大会ダブルス初優勝を飾った。
1999年全豪オープン男子ダブルスでは、パトリック・ラフターとペアを組んで、決勝でマヘシュ・ブパシリーンダー・パエス組を6-3, 4-6, 6-4, 6-7, 6-4で破り2連覇を達成。
2001年全豪オープン男子ダブルスでは、トッド・ウッドブリッジとのペアで2年ぶり3度目の優勝を飾った。
このウッドブリッジとのペアでは、2002年から2004年にかけてウィンブルドン選手権男子ダブルス3連覇を達成している。加えて、2003年全米オープンにおいて、男子ダブルス初優勝を果たした。
ウッドブリッジが2005年に引退した後、ビョルクマンは2007年まで大半のトーナメントでミルヌイと組み、2005年全仏オープンではミルヌイとのペアでブライアン兄弟を2-6, 6-1, 6-4の逆転で破り、同大会男子ダブルス初優勝を飾るとともに、男子ダブルスキャリア・グランドスラムという偉業を達成した。
翌2006年全仏オープンでもミルヌイとのペアで前年同様にブライアン兄弟のペアを破り男子ダブルス2連覇を成し遂げた。これが、自身最後のグランドスラムタイトルである。
さらにビョルクマンは2006年ウィンブルドン選手権男子シングルスで4大大会では9年ぶり2度目となる準決勝進出を果たした。1回戦で第12シードの同じスウェーデンのトーマス・ヨハンソンを3-6, 7-6, 6-1, 6-1で破って弾みをつけ、4回戦ではミルヌイを6-3, 7-6(6)4-6, 2-6, 6-3の、準々決勝では第14シードのラデク・ステパネクに7-6(3), -6, 6-7(5), 7-6(7), 6-4のフルセットで勝利、準決勝では、第1シードのロジャー・フェデラーに2-6, 0-6, 2-6と完敗した。
現役最後の年2008年はケビン・ウリエットと組み、ウィンブルドン選手権男子ダブルスでウリエットとのペアで4年ぶり4度目の決勝進出を果たしたが、第2シードのダニエル・ネスター/ネナド・ジモニッチ組に6-7, 7-6, 3-6, 3-6で敗れて優勝を逃した。
2008年のシーズンを最後に36歳で現役を引退、17年間のプロ生活に終止符を打った。
その後、ビョルクマンは2013年10月、地元のストックホルム・オープンのダブルスにロベルト・リンドステットと組み5年ぶりにツアーに出場し準優勝している。

## ATPツアー決勝進出結果

### シングルス: 11回 (6勝5敗)
| 大会グレード                                  |
| グランドスラム (0-0)                          |
| テニス・マスターズ・カップ (0-0)              |
| ATPマスターズシリーズ (0-1)                   |
| ATPインターナショナルシリーズ・ゴールド (1-0) |
| ATPインターナショナルシリーズ (5–4)           |

| サーフェス別タイトル |
| ハード (3-2)         |
| クレー (0-1)         |
| 芝 (2-1)             |
| カーペット (1-1)     |

| 結果   | No. | 決勝日         | 大会                 | サーフェス        | 対戦相手                     | スコア                  |
| ------ | --- | -------------- | -------------------- | ----------------- | ---------------------------- | ----------------------- |
| 準優勝 | 1.  | 1995年4月17日  | 香港                 | ハード            | マイケル・チャン             | 3–6, 1–6                |
| 優勝   | 1.  | 1997年1月6日   | オークランド         | ハード            | ケネス・カールセン           | 7–6(9–7), 6–0           |
| 準優勝 | 2.  | 1997年5月5日   | コーラルスプリングス | クレー            | ジェイソン・ストルテンバーグ | 0–6, 6–2, 5–7           |
| 優勝   | 2.  | 1997年8月18日  | インディアナポリス   | ハード            | カルロス・モヤ               | 6–3, 7–6(7–3)           |
| 準優勝 | 3.  | 1997年10月27日 | パリ                 | カーペット (室内) | ピート・サンプラス           | 3–6, 6–4, 3–6, 1–6      |
| 優勝   | 3.  | 1997年11月3日  | ストックホルム       | ハード (室内)     | ヤン・シーメリンク           | 3–6, 7–6(7–5), 6–2, 6–4 |
| 優勝   | 4.  | 1998年6月15日  | ノッティンガム       | 芝                | バイロン・ブラック           | 6–3, 6–2                |
| 優勝   | 5.  | 2002年6月17日  | ノッティンガム       | 芝                | ウェイン・アーサーズ         | 6–2, 6–7, 6–2           |
| 準優勝 | 4.  | 2003年2月10日  | マルセイユ           | ハード (室内)     | ロジャー・フェデラー         | 2–6, 6–7(6–8)           |
| 優勝   | 6.  | 2005年9月26日  | ホーチミン           | カーペット (室内) | ラデク・ステパネク           | 6–3, 7–6(7–4)           |
| 準優勝 | 5.  | 2006年6月19日  | ノッティンガム       | 芝                | リシャール・ガスケ           | 4–6, 3–6                |

### ダブルス: 97回 (54勝43敗)
| 結果   | No. | 決勝日         | 大会                 | サーフェス        | パートナー                           | 対戦相手                                                  | スコア                            |
| ------ | --- | -------------- | -------------------- | ----------------- | ------------------------------------ | --------------------------------------------------------- | --------------------------------- |
| 準優勝 | 1.  | 1992年8月17日  | プラハ               | クレー            | ジョン・アイアランド                 | カレル・ノバチェク ブラニスラフ・スタンコビッチ           | 5–7, 1–6                          |
| 準優勝 | 2.  | 1993年10月4日  | クアラルンプール     | ハード            | ラーシュ＝アンデシュ・ヴァールグレン | ヤッコ・エルティン ポール・ハーフース                     | 5–7, 6–4, 6–7                     |
| 準優勝 | 3.  | 1993年11月15日 | モスクワ             | カーペット (室内) | ヤン・アペル                         | ヤッコ・エルティン ポール・ハーフース                     | 1–6, 途中棄権                     |
| 優勝   | 1.  | 1994年1月17日  | ジャカルタ           | ハード            | ネイル・ボーウィック                 | ホルヘ・ロサノ ジム・ピュー                               | 6–4, 6–1                          |
| 優勝   | 2.  | 1994年2月28日  | ロッテルダム         | カーペット (室内) | ジェレミー・ベイツ                   | ヤッコ・エルティン ポール・ハーフース                     | 6–4, 6–1                          |
| 準優勝 | 4.  | 1994年4月18日  | 香港                 | ハード            | パトリック・ラフター                 | ジム・グラブ ブレット・スティーブン                       | 不戦敗                            |
| 準優勝 | 5.  | 1994年6月6日   | 全仏オープン         | クレー            | ヤン・アペル                         | バイロン・ブラック ジョナサン・スターク                   | 4–6, 6–7                          |
| 優勝   | 3.  | 1994年6月13日  | ロンドン             | 芝                | ヤン・アペル                         | トッド・ウッドブリッジ マーク・ウッドフォード             | 3–6, 7–6, 6–4                     |
| 優勝   | 4.  | 1994年7月11日  | ボースタード         | クレー            | ヤン・アペル                         | ニクラス・クルティ ミカエル・ティルストロム               | 6–2, 6–3                          |
| 準優勝 | 6.  | 1994年7月25日  | ワシントンD.C.       | ハード            | ヤコブ・ラセク                       | グラント・コネル パトリック・ガルブレイス                 | 4–6, 6–4, 3–6                     |
| 優勝   | 5.  | 1994年8月29日  | スケネクタディ       | ハード            | ヤン・アペル                         | ヤッコ・エルティン ポール・ハーフース                     | 6–4, 7–6                          |
| 準優勝 | 7.  | 1994年10月17日 | テルアビブ           | ハード (室内)     | ヤン・アペル                         | ラン・ベイル ジョン＝ラフニー・デ・ヤーガー               | 7–6, 2–6, 6–7                     |
| 準優勝 | 8.  | 1994年10月31日 | ストックホルム       | カーペット (室内) | ヤン・アペル                         | マーク・ウッドフォード トッド・ウッドブリッジ             | 3–6, 4–6                          |
| 優勝   | 6.  | 1994年11月14日 | アントワープ         | カーペット (室内) | ヤン・アペル                         | ヘンドリク・ヤン・ダーヴィッツ セバスチャン・ラルー       | 4–6, 6–1, 6–2                     |
| 優勝   | 7.  | 1994年11月28日 | ジャカルタ           | ハード (室内)     | ヤン・アペル                         | トッド・ウッドブリッジ マーク・ウッドフォード             | 6–4, 4–6, 4–6, 7–6(7–5), 7–6(8–6) |
| 準優勝 | 9.  | 1995年5月22日  | ローマ               | クレー            | ヤン・アペル                         | シリル・スーク ダニエル・バチェク                         | 3–6, 4–6                          |
| 準優勝 | 10. | 1995年6月19日  | ロンドン             | 芝                | ヤン・アペル                         | トッド・マーティン ピート・サンプラス                     | 6–7, 4–6                          |
| 優勝   | 8.  | 1995年7月17日  | ボースタード         | クレー            | ヤン・アペル                         | ジョン・アイアランド アンドリュー・クラッツマン           | 6–3, 6–0                          |
| 優勝   | 9.  | 1995年10月9日  | トゥールーズ         | ハード (室内)     | ジョン＝ラフニー・デ・ヤーガー       | デイブ・ランドール グレッグ・ヴァン・エンバーグ           | 7–6, 7–6                          |
| 優勝   | 10. | 1995年10月16日 | オストラヴァ         | カーペット (室内) | ハビエル・フラナ                     | ギー・フォルジェ パトリック・ラフター                     | 6–7, 6–4, 7–6                     |
| 準優勝 | 11. | 1996年1月8日   | アデレード           | ハード            | トミー・ホー                         | マーク・ウッドフォード トッド・ウッドブリッジ             | 5–7, 6–7                          |
| 準優勝 | 12. | 1996年1月15日  | オークランド         | ハード            | ブレット・スティーブン               | マルコス・オンドルスカ ジャック・ウェイト                 | 不戦敗                            |
| 優勝   | 11. | 1996年2月26日  | アントワープ         | カーペット (室内) | ニクラス・クルティ                   | エフゲニー・カフェルニコフ メノ・オースティング           | 6–4, 6–4                          |
| 優勝   | 12. | 1996年4月15日  | ニューデリー         | ハード            | ニクラス・クルティ                   | バイロン・ブラック サンドン・ストール                     | 4–6, 6–4, 6–4                     |
| 準優勝 | 13. | 1996年4月29日  | モンテカルロ         | クレー            | ニクラス・クルティ                   | エリス・フェレイラ ヤン・シーメリンク                     | 6–3, 3–6, 2–6                     |
| 準優勝 | 14. | 1996年8月5日   | ロサンゼルス         | ハード            | ニクラス・クルティ                   | マリウス・バーナード ピート・ノーバル                     | 5–7, 2–6                          |
| 準優勝 | 15. | 1996年8月19日  | ニューヘイブン       | ハード            | ニクラス・クルティ                   | バイロン・ブラック グラント・コネル                       | 4–6, 4–6                          |
| 準優勝 | 16. | 1997年3月10日  | スコッツデール       | ハード            | リック・リーチ                       | ルイス・ロボ ハビエル・サンチェス                         | 3–6, 3–6                          |
| 優勝   | 13. | 1997年5月5日   | アトランタ           | クレー            | ニクラス・クルティ                   | スコット・デービス ケリー・ジョーンズ                     | 6–2, 7–6                          |
| 準優勝 | 17. | 1997年8月18日  | インディアナポリス   | ハード            | ニクラス・クルティ                   | ミカエル・ティルストロム マイケル・テバット               | 3–6, 2–6                          |
| 準優勝 | 18. | 1997年9月8日   | 全米オープン         | ハード            | ニクラス・クルティ                   | エフゲニー・カフェルニコフ ダニエル・バチェク             | 6–7(8–10), 3–6                    |
| 優勝   | 14. | 1998年2月2日   | 全豪オープン         | ハード            | ヤッコ・エルティン                   | トッド・ウッドブリッジ マーク・ウッドフォード             | 6–2, 5–7, 2–6, 6–4, 6–3           |
| 優勝   | 15. | 1998年3月16日  | インディアンウェルズ | ハード            | パトリック・ラフター                 | トッド・マーティン リッチー・レネバーグ                   | 6–4, 7–6                          |
| 優勝   | 16. | 1999年2月1日   | 全豪オープン         | ハード            | パトリック・ラフター                 | マヘシュ・ブパシ リーンダー・パエス                       | 6–3, 4–6, 6–4, 6–7(10–12), 6–4    |
| 優勝   | 17. | 1999年6月14日  | ハレ                 | 芝                | パトリック・ラフター                 | ポール・ハーフース ジャレッド・パーマー                   | 6–3, 7–5                          |
| 優勝   | 18. | 1999年8月9日   | モントリオール       | ハード            | パトリック・ラフター                 | バイロン・ブラック ウェイン・フェレイラ                   | 7–6, 6–4                          |
| 優勝   | 19. | 1999年8月16日  | シンシナティ         | ハード            | バイロン・ブラック                   | トッド・ウッドブリッジ マーク・ウッドフォード             | 6–3, 7–6(8–6)                     |
| 優勝   | 20. | 1999年11月1日  | シュトゥットガルト   | ハード (室内)     | バイロン・ブラック                   | デビッド・アダムズ ジョン＝ラフニー・デ・ヤーガー         | 6–7(6–8), 7–6(7–2), 6–0           |
| 準優勝 | 19. | 2000年3月6日   | コペンハーゲン       | ハード (室内)     | セバスチャン・ラルー                 | マルティン・ダム ダーヴィト・プリノジル                   | 1–6, 7–5, 5–7                     |
| 準優勝 | 20. | 2000年8月21日  | インディアナポリス   | ハード            | マックス・ミルヌイ                   | レイトン・ヒューイット サンドン・ストール                 | 2–6, 6–3, 3–6                     |
| 優勝   | 21. | 2000年10月30日 | モスクワ             | カーペット (室内) | ダーヴィト・プリノジル               | イジー・ノバク ダビド・リクル                             | 6–2, 6–3                          |
| 準優勝 | 21. | 2001年1月15日  | シドニー             | ハード            | トッド・ウッドブリッジ               | ダニエル・ネスター サンドン・ストール                     | 6–2, 6–7(4–7), 6–7(5–7)           |
| 優勝   | 22. | 2001年1月29日  | 全豪オープン         | ハード            | トッド・ウッドブリッジ               | バイロン・ブラック ダーヴィト・プリノジル                 | 6–1, 5–7, 6–4, 6–4                |
| 優勝   | 23. | 2001年2月26日  | ロッテルダム         | ハード (室内)     | ロジャー・フェデラー                 | ペトル・パーラ パベル・ビズネル                           | 6–3, 6–0                          |
| 準優勝 | 22. | 2001年3月19日  | インディアンウェルズ | ハード            | トッド・ウッドブリッジ               | ウェイン・フェレイラ エフゲニー・カフェルニコフ           | 2–6, 5–7                          |
| 準優勝 | 23. | 2001年4月2日   | マイアミ             | ハード            | トッド・ウッドブリッジ               | イジー・ノバク ダビド・リクル                             | 5–7, 6–7(3–7)                     |
| 優勝   | 24. | 2001年4月23日  | モンテカルロ         | クレー            | トッド・ウッドブリッジ               | ジョシュア・イーグル アンドリュー・フローレント           | 3–6, 6–4, 6–2                     |
| 優勝   | 25. | 2001年5月21日  | ハンブルク           | クレー            | トッド・ウッドブリッジ               | ダニエル・ネスター サンドン・ストール                     | 7–6(7–2), 3–6, 6–3                |
| 準優勝 | 24. | 2001年10月29日 | ストックホルム       | ハード (室内)     | トッド・ウッドブリッジ               | ドナルド・ジョンソン ジャレッド・パーマー                 | 3–6, 6–4, 3–6                     |
| 優勝   | 26. | 2002年1月14日  | オークランド         | ハード            | トッド・ウッドブリッジ               | マルティン・ガルシア シリル・スーク                       | 7–6(7–5), 7–6(9–7)                |
| 優勝   | 27. | 2002年4月22日  | モンテカルロ         | クレー            | トッド・ウッドブリッジ               | ポール・ハーフース エフゲニー・カフェルニコフ             | 6–3, 3–6, [10–7]                  |
| 準優勝 | 25. | 2002年5月20日  | ハンブルク           | クレー            | トッド・ウッドブリッジ               | マヘシュ・ブパシ ジャン＝マイケル・ギャンビル             | 2–6, 4–6                          |
| 準優勝 | 26. | 2002年6月17日  | ハーレ               | 芝                | トッド・ウッドブリッジ               | ダーヴィト・プリノジル ダビド・リクル                     | 6–4, 6–7(5–7), 5–7                |
| 優勝   | 28. | 2002年7月8日   | ウィンブルドン       | 芝                | トッド・ウッドブリッジ               | マーク・ノールズ ダニエル・ネスター                       | 6–1, 6–2, 6–7(7–9), 7–5           |
| 優勝   | 29. | 2002年7月15日  | ボースタード         | クレー            | トッド・ウッドブリッジ               | ポール・ハンリー マイケル・ヒル                           | 7–6(8–6), 6–4                     |
| 優勝   | 30. | 2003年6月16日  | ハレ                 | 芝                | トッド・ウッドブリッジ               | マルティン・ダム シリル・スーク                           | 6–3, 6–4                          |
| 優勝   | 31. | 2003年7月7日   | ウィンブルドン       | 芝                | トッド・ウッドブリッジ               | マヘシュ・ブパシ マックス・ミルヌイ                       | 3–6, 6–3, 7–6(7–4), 6–3           |
| 準優勝 | 27. | 2003年8月11日  | モントリオール       | ハード            | トッド・ウッドブリッジ               | マヘシュ・ブパシ マックス・ミルヌイ                       | 3–6, 6–7(4–7)                     |
| 優勝   | 32. | 2003年9月8日   | 全米オープン         | ハード            | トッド・ウッドブリッジ               | ボブ・ブライアン マイク・ブライアン                       | 5–7, 6–0, 7–5                     |
| 優勝   | 33. | 2003年10月27日 | ストックホルム       | ハード (室内)     | トッド・ウッドブリッジ               | ウェイン・アーサーズ ポール・ハンリー                     | 6–3, 6–4                          |
| 優勝   | 34. | 2004年1月19日  | シドニー             | ハード            | トッド・ウッドブリッジ               | ボブ・ブライアン マイク・ブライアン                       | 7–6(7–3), 7–5                     |
| 準優勝 | 28. | 2004年3月8日   | ドバイ               | ハード            | リーンダー・パエス                   | マヘシュ・ブパシ ファブリス・サントロ                     | 2–6, 6–4, 4–6                     |
| 準優勝 | 29. | 2004年4月5日   | マイアミ             | ハード            | トッド・ウッドブリッジ               | ウェイン・ブラック ケビン・ウリエット                     | 2–6, 6–7(12–14)                   |
| 優勝   | 35. | 2004年7月5日   | ウィンブルドン       | 芝                | トッド・ウッドブリッジ               | ユリアン・ノール ネナド・ジモニッチ                       | 6–1, 6–4, 4–6, 6–4                |
| 優勝   | 36. | 2004年7月12日  | ボースタード         | クレー            | マヘシュ・ブパシ                     | シーモン・アスペリン トッド・ペリー                       | 4–6, 7–6(7–2), 7–6(8–6)           |
| 準優勝 | 30. | 2004年8月2日   | トロント             | ハード            | マックス・ミルヌイ                   | マヘシュ・ブパシ リーンダー・パエス                       | 4–6, 2–6                          |
| 準優勝 | 31. | 2004年8月9日   | シンシナティ         | ハード            | トッド・ウッドブリッジ               | マーク・ノールズ ダニエル・ネスター                       | 2–6, 6–3, 3–6                     |
| 準優勝 | 32. | 2004年10月10日 | リヨン               | カーペット (室内) | ラデク・ステパネク                   | ジョナサン・エルリック アンディ・ラム                     | 6–7(2–7), 2–6                     |
| 準優勝 | 33. | 2004年10月18日 | モスクワ             | カーペット (室内) | マヘシュ・ブパシ                     | イーゴリ・アンドレエフ ニコライ・ダビデンコ               | 6–3, 3–6, 4–6                     |
| 優勝   | 37. | 2004年11月8日  | パリ                 | カーペット (室内) | トッド・ウッドブリッジ               | ウェイン・ブラック ケビン・ウリエット                     | 6–3, 6–4                          |
| 準優勝 | 34. | 2005年1月10日  | チェンナイ           | ハード            | マヘシュ・ブパシ                     | 盧彦勲 ライナー・シュットラー                             | 5–7, 6–4, 6–7(4–7)                |
| 準優勝 | 35. | 2005年2月28日  | ドバイ               | ハード            | ファブリス・サントロ                 | マルティン・ダム ラデク・ステパネク                       | 2–6, 4–6                          |
| 優勝   | 38. | 2005年4月4日   | マイアミ             | ハード            | マックス・ミルヌイ                   | ウェイン・ブラック ケビン・ウリエット                     | 6–1, 6–2                          |
| 優勝   | 39. | 2005年5月16日  | ハンブルク           | クレー            | マックス・ミルヌイ                   | ミカエル・ロドラ ファブリス・サントロ                     | 4–6, 7–6(7–2), 7–6(7–3)           |
| 優勝   | 40. | 2005年6月6日   | 全仏オープン         | クレー            | マックス・ミルヌイ                   | ボブ・ブライアン マイク・ブライアン                       | 2–6, 6–1, 6–4                     |
| 準優勝 | 36. | 2005年6月13日  | ロンドン             | 芝                | マックス・ミルヌイ                   | ボブ・ブライアン マイク・ブライアン                       | 6–7(11–13), 6–7(4–7)              |
| 優勝   | 41. | 2005年7月11日  | ボースタード         | クレー            | ヨアキム・ヨハンソン                 | ホセ・アカスソ セバスティアン・プリエト                   | 6–2, 6–3                          |
| 優勝   | 42. | 2005年8月22日  | シンシナティ         | ハード            | マックス・ミルヌイ                   | ウェイン・ブラック ケビン・ウリエット                     | 7–6(7–3), 6–2                     |
| 準優勝 | 37. | 2005年9月12日  | 全米オープン         | ハード            | マックス・ミルヌイ                   | ボブ・ブライアン マイク・ブライアン                       | 1–6, 4–6                          |
| 準優勝 | 38. | 2005年10月31日 | サンクトペテルブルク | カーペット (室内) | マックス・ミルヌイ                   | ユリアン・ノール ユルゲン・メルツァー                     | 6–4, 5–7, 5–7                     |
| 優勝   | 43. | 2006年1月9日   | ドーハ               | ハード            | マックス・ミルヌイ                   | クリストフ・ロクス オリビエ・ロクス                       | 2–6, 6–3, [10–8]                  |
| 優勝   | 44. | 2006年2月20日  | サンノゼ             | ハード (室内)     | ジョン・マッケンロー                 | ポール・ゴールドスタイン ジム・トーマス                   | 7–6(7–2), 4–6, [10–7]             |
| 優勝   | 45. | 2006年4月3日   | マイアミ             | ハード            | マックス・ミルヌイ                   | ボブ・ブライアン マイク・ブライアン                       | 6–4, 6–4                          |
| 優勝   | 46. | 2006年4月24日  | モンテカルロ         | クレー            | マックス・ミルヌイ                   | ファブリス・サントロ ネナド・ジモニッチ                   | 6–2, 7–6(7–2)                     |
| 優勝   | 47. | 2006年6月12日  | 全仏オープン         | クレー            | マックス・ミルヌイ                   | ボブ・ブライアン マイク・ブライアン                       | 6–7(5–7), 6–4, 7–5                |
| 準優勝 | 39. | 2006年6月19日  | ロンドン             | 芝                | マックス・ミルヌイ                   | ポール・ハンリー ケビン・ウリエット                       | 4–6, 6–3, [8–10]                  |
| 優勝   | 48. | 2006年7月17日  | ボースタード         | クレー            | トーマス・ヨハンソン                 | クリストファー・カス オリバー・マラチ                     | 6–3, 4–6, [10–4]                  |
| 優勝   | 49. | 2006年8月21日  | シンシナティ         | ハード            | マックス・ミルヌイ                   | ボブ・ブライアン マイク・ブライアン                       | 3–6, 6–3, [10–7]                  |
| 準優勝 | 40. | 2006年9月11日  | 全米オープン         | ハード            | マックス・ミルヌイ                   | マルティン・ダム リーンダー・パエス                       | 7–6(7–5), 4–6, 3–6                |
| 優勝   | 50. | 2006年11月20日 | 上海                 | ハード (室内)     | マックス・ミルヌイ                   | マーク・ノールズ ダニエル・ネスター                       | 6–2, 6–4                          |
| 準優勝 | 41. | 2007年1月29日  | 全豪オープン         | ハード            | マックス・ミルヌイ                   | ボブ・ブライアン マイク・ブライアン                       | 5–7, 5–7                          |
| 優勝   | 51. | 2007年10月14日 | ストックホルム       | ハード (室内)     | マックス・ミルヌイ                   | アルノー・クレマン ミカエル・ロドラ                       | 6–4, 6–4                          |
| 準優勝 | 42. | 2008年7月5日   | ウィンブルドン       | 芝                | ケビン・ウリエット                   | ダニエル・ネスター ネナド・ジモニッチ                     | 6–7(12–14), 7–6(7–3), 3–6, 3–6    |
| 優勝   | 52. | 2008年7月13日  | ボースタード         | クレー            | ロビン・セーデリング                 | ヨハン・ブルンストロム ジャン＝ジュリアン・ロイヤー       | 6–2, 6–2                          |
| 優勝   | 53. | 2008年10月12日 | ストックホルム       | ハード (室内)     | ケビン・ウリエット                   | ヨハン・ブルンストロム ミカエル・リューデシュテット       | 6–1, 6–3                          |
| 優勝   | 54. | 2008年11月2日  | パリ                 | ハード (室内)     | ケビン・ウリエット                   | ジェフ・クッツェー ウェスリー・ムーディ                   | 6–2, 6–2                          |
| 準優勝 | 43. | 2013年10月20日 | ストックホルム       | ハード (室内)     | ロベルト・リンドステット             | アイサム＝ウル＝ハク・クレシ ジャン＝ジュリアン・ロイヤー | 2–6, 2–6                          |

## 4大大会ダブルス優勝
- 全豪オープン：3勝（1998年・1999年・2001年）
- 全仏オープン：2勝（2005年・2006年）
- ウィンブルドン：3勝（2002年-2004年） ［大会3連覇］
- 全米オープン：1勝（2003年）

## 4大大会シングルス成績
略語の説明
| W | F | SF | QF | #R | RR | Q# | LQ | A | Z# | PO | G | S | B | NMS | P | NH |

W=優勝, F=準優勝, SF=ベスト4, QF=ベスト8, #R=#回戦敗退, RR=ラウンドロビン敗退, Q#=予選#回戦敗退, LQ=予選敗退, A=大会不参加, Z#=デビスカップ/BJKカップ地域ゾーン, PO=デビスカップ/BJKカッププレーオフ, G=オリンピック金メダル, S=オリンピック銀メダル, B=オリンピック銅メダル, NMS=マスターズシリーズから降格, P=開催延期, NH=開催なし.
| 大会           | 1993 | 1994 | 1995 | 1996 | 1997 | 1998 | 1999 | 2000 | 2001 | 2002 | 2003 | 2004 | 2005 | 2006 | 2007 | 2008 | 通算成績 |
| -------------- | ---- | ---- | ---- | ---- | ---- | ---- | ---- | ---- | ---- | ---- | ---- | ---- | ---- | ---- | ---- | ---- | -------- |
| 全豪オープン   | A    | 2R   | 3R   | 4R   | 4R   | QF   | 1R   | 3R   | 1R   | QF   | A    | 1R   | 1R   | 1R   | 2R   | A    | 20–13    |
| 全仏オープン   | LQ   | 3R   | 1R   | 4R   | 2R   | 1R   | 1R   | 1R   | 1R   | 1R   | 2R   | 2R   | 1R   | 1R   | 4R   | 1R   | 11–15    |
| ウィンブルドン | LQ   | 4R   | 2R   | 1R   | 1R   | 3R   | 2R   | 4R   | 3R   | 1R   | QF   | 3R   | 3R   | SF   | 4R   | 1R   | 28–15    |
| 全米オープン   | 2R   | QF   | 3R   | 3R   | SF   | QF   | 3R   | 2R   | 2R   | 1R   | 4R   | 1R   | 2R   | 2R   | 2R   | A    | 28–15    |